# جون فرانك ستيفنز
جون فرانك ستيفنز (بالإنجليزية: John Frank Stevens)‏ هو مهندس مدني ومهندس أمريكي، ولد في 25 أبريل 1853 في West Gardiner, Maine ‏ في الولايات المتحدة، وتوفي في 2 يونيو 1943 في ساوثرين بينيس في الولايات المتحدة.

## وصلات خارجية
- جون فرانك ستيفنز على موقع الموسوعة البريطانية (الإنجليزية)
- جون فرانك ستيفنز على موقع إن إن دي بي (الإنجليزية)